# Delara Darabi
Delara Darabi (persiano: دلارا دارابى‎; Rasht, 29 settembre 1986 – Rasht, 1º maggio 2009) è stata una cittadina iraniana condannata al patibolo con l'accusa di essere stata complice in un omicidio risalente al 2003, quando aveva solo 17 anni.

## Storia
Delara Darabi nel 2003 aiutò il fidanzato, Amir Hossain, allora diciannovenne, in una rapina nella casa di una cugina del padre che venne poi pugnalata a morte da lui.
Dopo l'arresto, Delara si era dichiarata colpevole per salvare il fidanzato, vero autore dell'omicidio, per ritrattare in seguito. Amir Hossein, il fidanzato, l'avrebbe convinta ad assumersi la colpa sostenendo che una minorenne non sarebbe stata condannata a morte, al contrario di lui. Il suo fidanzato venne condannato a 10 anni di carcere per complicità nell'omicidio mentre lei venne condannata a morte. La legge iraniana considera penalmente responsabili i maschi sopra i quindici anni d'età e le femmine sopra i nove.
Dopo la condanna inferta alla fine del processo di primo grado, decise di ritrattare sperando che i giudici la graziassero per la sua minore età anche considerando che l'Iran aveva ratificato la Convenzione delle Nazioni Unite per i diritti dell'infanzia che vieta la pena di morte ai minorenni. Dopo cinque anni di detenzione è stata giustiziata di venerdì, giorno dedicato alla preghiera collettiva per l'Islam, senza che ne fosse data notizia al suo avvocato né alla sua famiglia, come prevede invece la legge iraniana. Poco prima di essere impiccata ha potuto chiamare al telefono i propri genitori. È stata giustiziata nonostante un movimento internazionale, sostenuto da attivisti per i diritti umani di varia provenienza, avesse ottenuto un rinvio dell'impiccagione di due mesi. Amnesty International si è dimostrata particolarmente indignata per l'esecuzione e la violazione della convenzione ONU contro la pena di morte ai minorenni.